# Liste der Teilnehmer an Eishockey-Weltmeisterschaften der Frauen
Die Liste der Teilnehmer an Eishockey-Weltmeisterschaften der Frauen enthält alle teilnehmenden Nationalmannschaften von Frauen-Weltmeisterschaften und für alle Nationen die Anzahl der Teilnahmen an der Top-Division bzw. der Teilnahmen insgesamt. An den Weltmeisterschaften seit 1990 nahmen insgesamt 45 Nationen teil. An den 22 A-Weltmeisterschaften bzw. Turnieren der Top-Division nahmen 16 Nationen teil, als 16. Nation startet Ungarn 2021 erstmals in der Top-Division.
Kursiv gesetzte Nationen nahmen 2023 nicht an den WM-Turnieren teil. Stand der Liste ist einschließlich der Turniere 2023.
| Team                    | Top Division | Gesamt | Turnier 2021/22 |
| ----------------------- | ------------ | ------ | --------------- |
| Australien              | –            | 19     | IIB             |
| Belgien                 | –            | 18     | IIB             |
| Bosnien und Herzegowina | –            | 02     | IIIB            |
| Bulgarien               | –            | 11     | IIIA            |
| Republik China (Taiwan) | –            | 05     | IIA             |
| Volksrepublik China     | 11           | 22     | IA              |
| Dänemark                | 03           | 22     | IA              |
| Deutschland             | 17           | 20     | Top             |
| Estland                 | –            | 04     | IIIA            |
| Finnland                | 22           | 22     | Top             |
| Frankreich              | 02           | 20     | Top             |
| Großbritannien          | –            | 20     | IB              |
| Hongkong                | –            | 08     | IIIA            |
| Irland                  | –            | 02     | –               |
| Island                  | –            | 15     | IIA             |
| Israel                  | –            | 02     | IIIB            |
| Italien                 | –            | 20     | IB              |
| Japan                   | 11           | 21     | Top             |
| Kanada                  | 21           | 21     | Top             |
| Kasachstan              | 05           | 19     | IB              |
| Kroatien                | –            | 13     | IIB             |
| Lettland                | –            | 20     | IIA             |
| Litauen                 | –            | 03     | IIIA            |
| Mexiko                  | –            | 08     | IIA             |
| Neuseeland              | –            | 14     | IIB             |
| Niederlande             | –            | 20     | IA              |
| Nordkorea               | –            | 17     | IIA             |
| Norwegen                | 01           | 20     | IA              |
| Österreich              | –            | 16     | IA              |
| Polen                   | –            | 11     | IB              |
| Rumänien                | –            | 13     | IIIA            |
| Russland                | 17           | 17     | –               |
| Schweden                | 21           | 21     | Top             |
| Schweiz                 | 19           | 22     | Top             |
| Serbien                 | –            | 02     | IIIB            |
| Slowakei                | 02           | 20     | IA              |
| Slowenien               | –            | 17     | IB              |
| Spanien                 | –            | 11     | IIA             |
| Südafrika               | –            | 19     | IIB             |
| Südkorea                | –            | 15     | IB              |
| Tschechien              | 07           | 21     | Top             |
| Türkei                  | –            | 12     | IIB             |
| Ukraine                 | –            | 03     | IIIA            |
| Ungarn                  | 03           | 20     | Top             |
| Vereinigte Staaten      | 22           | 22     | Top             |